# Igor Kazanov
Igor Kazanov (Unión Soviética, 24 de septiembre de 1963) es un atleta soviético retirado especializado en la prueba de 60 m vallas, en la que consiguió ser campeón europeo en pista cubierta en 1990.

## Carrera deportiva
En el Campeonato Europeo de Atletismo en Pista Cubierta de 1990 ganó la medalla de oro en los 60 m vallas, con un tiempo de 7.52 segundos, por delante del británico Tony Jarrett y del alemán Florian Schwarthoff.
En el Campeonato Mundial de Atletismo en Pista Cubierta de 1991 ganó la medalla de plata en los 60 m vallas, con un tiempo de 7.47 segundos, tras el estadounidense Greg Foster (oro con 7.45 segundos) y por delante del canadiense Mark McKoy (bronce con 7.49 segundos).